# Coristaca
Coristaca là một chi bướm đêm thuộc phân họ Tortricinae của họ Tortricidae.

## Các loài
- Coristaca capsularia Razowski, 1992